# نیروی هوایی الجزایر
نیروی هوایی الجزایر (به عربی: القوات الجوية الجزائرية) نیروی هوایی زیرمجموعه نیروهای مسلح ملی خلق الجزایر است، که فعالیت خود را از سال ۱۹۶۲ آغاز نمود و هم‌اکنون مالک ناوگانی از ۶۲۱ هواگرد می‌باشد.